# Губка Боб празднует Рождество
«Губка Боб празднует Рождество» (англ. It’s a SpongeBob Christmas!) — специальный выпуск восьмого сезона мультсериала «Губка Боб Квадратные Штаны». Премьера серии состоялась 23 ноября 2012 года на телеканале «CBS». Это первый случай, когда правообладатель разрешил сделать премьерный показ не на «Nickelodeon», а на стороннем канале. Эпизод был сделан с элементами кукольной мультипликации и вдохновлён классическими телепередачами. В России премьера эпизода состоялась 23 декабря 2012 года на телеканале «Nickelodeon СНГ».

## Сюжет
Как и большинство спецвыпусков, эпизод начинает пират Пэтчи, который в этот раз решил поехать к Санте на Северный полюс. Отправился он туда на угнанном почтовом грузовичке, в багажнике которого лежит связанный почтальон. Дорогу он, естественно, не знает, поэтому ориентируется по рождественской песенке. Не заметив на дороге вилку, Пэтчи на неё наезжает. Грузовик заносит, а пока грузовик крутится, пират предлагает посмотреть, что придумал Губка Боб в это Рождество.
Губка Боб просыпается на 23 декабря в счастливом предвкушении приближающегося праздника. Он посещает Сквидварда, Патрика, который озабочен идеей поймать Санту, чтобы Рождество было каждый день.
Но Планктона не радует Рождество, потому что он в чёрном списке. Желая испортить всем Рождество, он изобретает новый элемент — глуподиум (Jt), который делает людей злыми и драчливыми. Он кладёт его в кекс с цукатами и даёт его Губке Бобу, но у него иммунитет к глуподиуму (у него маленький интеллект и чистое сердце, и также его вера в Рождество защищает его от глуподиума). Планктон отдаёт машину с кексами Губке, думая, что элемент не действует ни на кого, но когда Боб дал кекс трём рыбам, которые тут же обросли щетиной и начали ругаться по пустякам, мелкий зелёный злодей убедился в обратном. Тем временем счастливый Губка Боб ездит по Бикини Боттом, раздавая кексы всем, кого встречает, тем самым пополняя счёт заражённых глуподиумом. Вскоре Губка остаётся единственным в городе, кто ведёт себя примерно. Но Планктон был готов и к этому. Он запускает робота-разрушителя, который похож на Губку Боба, — Автоматического пакостника. Робот ходит по городу и, разрушая всё подряд, уничтожает доброе имя Боба.
Машина пирата Пэтчи ломается, и он остаётся на привал в лесу.
На другой день все, кого встречает Губка Боб, мерзко себя ведут. Он пошёл к Сэнди, которая тоже заражена глуподиумом. Губка Боб спотыкается о жёлудь на входе, и кекс попадает в анализатор волшебства. Он выдаёт противоядие — песню. Губка отправляется в город, излечивая окружающих от заражения глуподиумом своим пением. В это время в Бикини Боттом прилетает Санта. Он и сам удивлён, в связи с этим он выполняет давнюю рождественскую мечту Шелдона: дарит формулу приготовления крабсбургеров. В этот момент из толпы выходит Робот-пакостник. Его задача — уничтожить Рождество, а значит и Санту, который тут же оказывается в перекрестии его прицела. Губка Боб вступается за Санту, но безуспешно — робот его побил и швырнул. Потом робот хватает убегающего Санту, но тут возвращается Губка на машине с кексами. Он расстреливает робота кексами, от чего тот взрывается. Сразу выясняется имя хозяина робота — Планктон, эльфы засыпают его углём. Санта улетает. Тут Губка Боб замечает отсутствие Патрика. Он прицепился к спинке саней. Патрик ловит Санту сачком, и олени сбиваются с курса.
Тем временем пират Пэтчи обнаруживает указатель «Мастерская Санты». Он встречает Санту и загадывает желание — познакомиться с Губкой Бобом. Он посыпает его каким-то порошком, но вдруг оказывается, что ему всё померещилось. Вместо Санты там был огромный белый медведь, посыпающий Пэтчи солью, а вместо мастерской — берлога медведя. Такое наказание придумал ему Санта за угон грузовика.

## Трейлер
Трейлер был выпущен в середине 2012 года.

## Роли
- Том Кенни — Губка Боб, пират Пэтчи, Робот-Боб, вкусовые рецепторы Губки Боба, колядник № 3, почтальон
- Билл Фагербакки — Патрик Стар, Фрэнки, Билл
- Роджер Бампасс — Сквидвард, Джонни
- Клэнси Браун — мистер Крабс, ненастоящий Санта
- Кэролин Лоуренс — Сэнди Чикс, мальчик
- Мистер Лоуренс — Планктон, колядник № 2, водитель
- Лори Алан — Перл
- Джилл Тэлли — Карен
- Джон Гудмен — Санта-Клаус
- Пол Тиббит — попугай Потти

### Роли дублировали
- Сергей Балабанов — Губка Боб, Робот-Боб
- Юрий Маляров — Патрик Стар, пират Пэтчи, Джонни
- Иван Агапов — Сквидвард, попугай Потти, Санта-Клаус, колядник № 3, водитель
- Лариса Некипелова — Сэнди Чикс, Перл
- Александр Хотченков — мистер Крабс, Фрэнки, ненастоящий Санта, колядник № 2
- Юрий Меншагин — Планктон, Билл
- Людмила Ильина — Карен, мальчик, вкусовые рецепторы Губки Боба

## Студии
- United Plankton Pictures
- Nickelodeon Animation Studio
- Screen Novelties (анимация)